# Tiiu Kuik
Tiiu Kuik (IPA: tiːu kuik, ur. 16 marca 1987 w Tallinnie) – estońska modelka.
Jako trzynastolatka została wysłana do szkoły modelek w Japonii i Włoszech, zadebiutowała we wrześniu 2002. Na wybiegach prezentowała kolekcje ponad pięćdziesiąt domów mody, w tym Gucciego, Chanel, Louisa Vuittona, Versace, Ralpha Laurena, Giorgio Armaniego, Paula Smitha, Narciso Rodrigueza, Paco Rabanne, Salvatore Ferragamo, Dsquared2, Emilio Pucci, Fendi, Prady, Jil Sander, Marc Jacobs, Karl Lagerfeld, Jeana Paula Gaultiera, John Galliano, Dolce & Gabbana, Chloé i innych. Pojawiła się na okładkach „Elle”, „Marie Claire”, „Velvet” i kilkukrotnie, „Vogue”. Brała udział w kampaniach reklamowych Christiana Diora (J'Adore fragrance), Louis Vuitton, Moschino, Valentino, Polliniego, Billa Blassa, MontBlanc, Kennetha Cole’a, Neimana Marcusa, Bergdorf Goodman, Swarovskiego i wielu innych.
Jej macierzystą agencją modelek jest Marilyn New York, pracuje też dla D Management Milan i paryskiej Marilyn Agency.
Obecnie jest twarzą linii kosmetyków CoverGirl, pojawiła się w reklamie CoverGirl razem z Queen Latifah i Dani Evans.